# 董太和
董太和（1916年—？），男，祖籍浙江定海，生于上海，中国光学及光学工程专家，曾任浙江大学教授。